# El Naranjo kommun
El Naranjo är en kommun i Mexiko.   Den ligger i delstaten San Luis Potosí, i den centrala delen av landet, 300 km norr om huvudstaden Mexico City.
Följande samhällen finns i El Naranjo:
- Maitinez
- Minas Viejas
- El Limonal
- El Sabinito
- La Soledad
- Las Abritas
- La Mutua
- El Colorado